# NGC 2199
NGC 2199 في الفهرس العام الجديد، هي مجرة، تقع في كوكبة الجبل. اكتشفت في 8 فبراير 1836 بواسطة جون هيرشل.

## روابط خارجية
- NGC 2199 على موقع ويكي سكاي: DSS2, SDSS, GALEX, IRAS, Hydrogen α, X-Ray, Astrophoto, Sky Map, Articles and images